# Головин, Григорий Максимович
Григо́рий Макси́мович Голови́н (1914—1991) — подполковник Советской Армии, участник Великой Отечественной войны, Герой Советского Союза (1944).

## Биография
Родился 14 октября 1914 года в селе Покровск (ныне — Ковылкинский район Мордовии) в крестьянской семье. Русский. Окончил пять классов школы, работал слесарем.
1936 году призван на службу в Рабоче-крестьянскую Красную Армию. С июня 1941 года — на фронтах Великой Отечественной войны. К августу 1943 года будучи старшим лейтенантом был заместителем командира дивизиона по политчасти 92-й тяжёлой гаубичной артиллерийской бригады 17-й артиллерийской дивизии прорыва 7-го артиллерийского корпуса прорыва 27-й армии Воронежского фронта. Отличился во время освобождения Сумской области Украинской ССР.
18 августа 1943 года немецкие войска предприняли мощную атаку против советских войск в районе города Ахтырка. В наступление были брошены пехотные части при поддержке артиллерии и авиации. Со второй попытки войскам противника удалось прорвать переднюю линию советской обороны и вклиниться в неё. Когда противник нанёс удар по левому флангу 166-й стрелковой дивизии, он вместе с командиром огневого взвода младшим лейтенантом А. Н. Гайдаш организовал круговую оборону двумя батареями дивизиона, отразив несколько танковых контратак. Оборонявшиеся подбили 6 танков «Тигр», 3 средних танка, 1 самоходную установку, 1 бронемашину и 3 бронетранспортёра, а также уничтожили около батальона пехоты противника. В дальнейшем при переправе через Днепр к югу от Киева дивизион под командованием Григория Головина своим огнём содействовал переправе основных сил бригады.
Был представлен к награждению званием Героя Советского Союза «умело проведенную партийно-политическую работу, героизм, проявленный в боях под Ахтыркой и при форсировании Днепра». Указом Президиума Верховного Совета СССР «О присвоении звания Героя Советского Союза офицерскому и сержантскому составу артиллерии Красной Армии» от 9 февраля 1944 года за «образцовое выполнение боевых заданий командования на фронте борьбы с немецкими захватчиками и проявленные при этом отвагу и геройство» был удостоен звания Героя Советского Союза с вручением ордена Ленина и медали «Золотая Звезда» за номером 3387.

В дальнейшем участвовал в освобождении Белорусской ССР, Польши, Чехословакии, боях в Германии. После окончания войны продолжал службу в Советской Армии. В 1949 году окончил курсы усовершенствования офицерского состава при Военно-политическом училище имени Фрунзе. Служил в Ленинградском военном округе. В 1957 году в звании подполковника он был уволен в запас.
Проживал в городе Пушкин Ленинградской области, работал мастером деревообрабатывающего завода, занимался общественной деятельностью. Умер 2 марта 1991 года.
Похоронен на кладбище в городе Павловск.
Награды
Был также награждён орденами Красного Знамени, Отечественной войны 1-й и 2-й степеней, а также рядом медалей. Почётный гражданин города Ахтырка.